# Mickūnai
Mickūnai is een plaats in de gemeente Vilnius in het Litouwse district Vilnius. De plaats telt 1500 inwoners (2001).